# Пиль (станция метро)
«Пи́ль» (англ. Peel, фр. Peel) — станция Монреальского метрополитена на Зелёной линии. Между станциями «Ги-Конкордия» и «Макгилл». Обслуживается Монреальской транспортной корпорацией. Расположена в боро Виль-Мари. Открыта 14 октября 1966 года.

## История
«Пиль» — станция мелкого заложения с боковыми платформами под бульваром Демезоннёв. Построена по проекту архитектурного бюро Папино, Герен-Лажуа и Леблана. Имеет вестибюль на колоннах с турникетами на обоих концах и кассой в центре. Есть два входа на западном конце и три на восточном конце станции. Все входы с улицы интегрированы в другие здания.
Круглая тема присутствует во всем оформлении станции: яркие световые круги на световых панелях окружают рекламные плакаты, мраморные круги у входа, круглые плитки на полу и стенах, серия из 54 больших кругов (из которых до настоящего времени сохранились 37) Жана-Поля Муссо. Созданные в сотрудничестве с керамистом Клодом Верметтом, эти круги, установленные на полах и стенах по всей станции, в окрашены в оранжевые или синие полосы с незначительным присутствием других цветов. Скульптура Мориса Лемье под названием «Пространство» стоит у северного входа на станцию.
Название станции ведёт происхождение от улицы Пиля, названной так в честь Роберта Пиля (1788—1850), 2-го баронета, премьер-министра Великобритании в 1834—1835 и 1841—1846 годах.

## Рядом
Со станции есть доступ в подземный город. Рядом со станцией располагаются здание на Доминион-сквер, здание Сан-Лайф, небоскрёб CIBC, небоскрёб Скотия, торговый центр Ле-Кур Мон-Рояль, университет Макгилл, Дорчестер-сквер, телестудия CKMI-DT, универмаг Огилви, универмаг Холт-Ренферью.

## Транспорт
Маршруты STM:  (регулярные) 15 «Сент-Кэтрин», 107 «Верден»; (ночные) 358 «Сент-Кэтрин»;  (экспресс) 420 «Нотр-Дам-де-Грас»;  (туристический) 715 «Старый порт / Старый Монреаль».